# Sionviller
Sionviller település Franciaországban, Meurthe-et-Moselle megyében. Lakosainak száma 99 fő (2022. január 1.). Sionviller Bienville-la-Petite, Crion, Croismare és Jolivet községekkel határos.

## Népesség
A település népessége az elmúlt években az alábbi módon változott:
| Lakosok száma | 50   | 81   | 121  | 93   | 110  | 104  | 103  | 103  | 102  | 99   |
|               | 1968 | 1982 | 1990 | 2006 | 2013 | 2015 | 2017 | 2019 | 2020 | 2022 |